# Цзюйлу
Цзюйлу́ (кит. упр. 巨鹿, пиньинь Jùlù) — уезд городского округа Синтай провинции Хэбэй (КНР).

## История
При империи Западная Хань здесь был учреждён уезд Наньи (南亦县), подчинявшийся округу Цзюйлу (钜鹿郡). При империи Северная Вэй в 445 году уезд Наньи был присоединён к уезду Байжэнь (柏人县), но в 497 году воссоздан. При империи Северная Ци уезд Наньи был присоединён к уезду Жэньсянь, но при империи Суй в 586 году воссоздан вновь. В 605 году уезд Наньи был переименован в Цзюйлу (钜鹿县). При империи Тан в 618 году из уезда Цзюйлу был выделен уезд Байци (白起县), однако в 622 году он был вновь присоединён к уезду Цзюйлу. При империи Сун в 1073 году уезд Пинсян был присоединён к уезду Цзюйлу, но в 1086 году выделен вновь. При империи Мин в 1373 году уезд Гуанцзун был разделён между уездами Цзюйлу и Пинсян, но в 1380 году воссоздан.
В августе 1949 года был создан Специальный район Синтай (邢台专区), и уезд вошёл в его состав, написание его названия было при этом изменено на современное. В мае 1958 года Специальный район Синтай был расформирован, и уезды Жэньсянь, Наньхэ, Пинсян и Гуанцзун были присоединены к уезду Цзюйлу, который вошёл в состав Специального района Ханьдань (邯郸专区). В 1960 году Специальный район Ханьдань был расформирован, и уезд Цзюйлу перешёл под юрисдикцию города Ханьдань. В мае 1961 года Специальный район Синтай был создан вновь, и уезд Цзюйлу вновь вошёл в его состав, лишившись при этом присоединённых в 1958 году территорий. В 1969 году Специальный район Синтай был переименован в Округ Синтай (邢台地区).
В 1993 году решением Госсовета КНР были расформированы округ Синтай и город Синтай, и образован Городской округ Синтай.

## Административное деление
Уезд Цзюйлу делится на 6 посёлков и 4 волости.